# 32808 Bischoff
32808 Bischoff este un asteroid din centura principală de asteroizi.

## Descriere
32808 Bischoff este un asteroid din centura principală de asteroizi. A fost descoperit pe 10 octombrie 1990 la Tautenburg de Lutz Dieter Schmadel și Freimut Börngen. Asteroidul prezintă o orbită caracterizată de o semiaxă mare de 3,12 ua, o excentricitate de 0,11 și o înclinație de 4,9° în raport cu ecliptica.